# Benedum Center

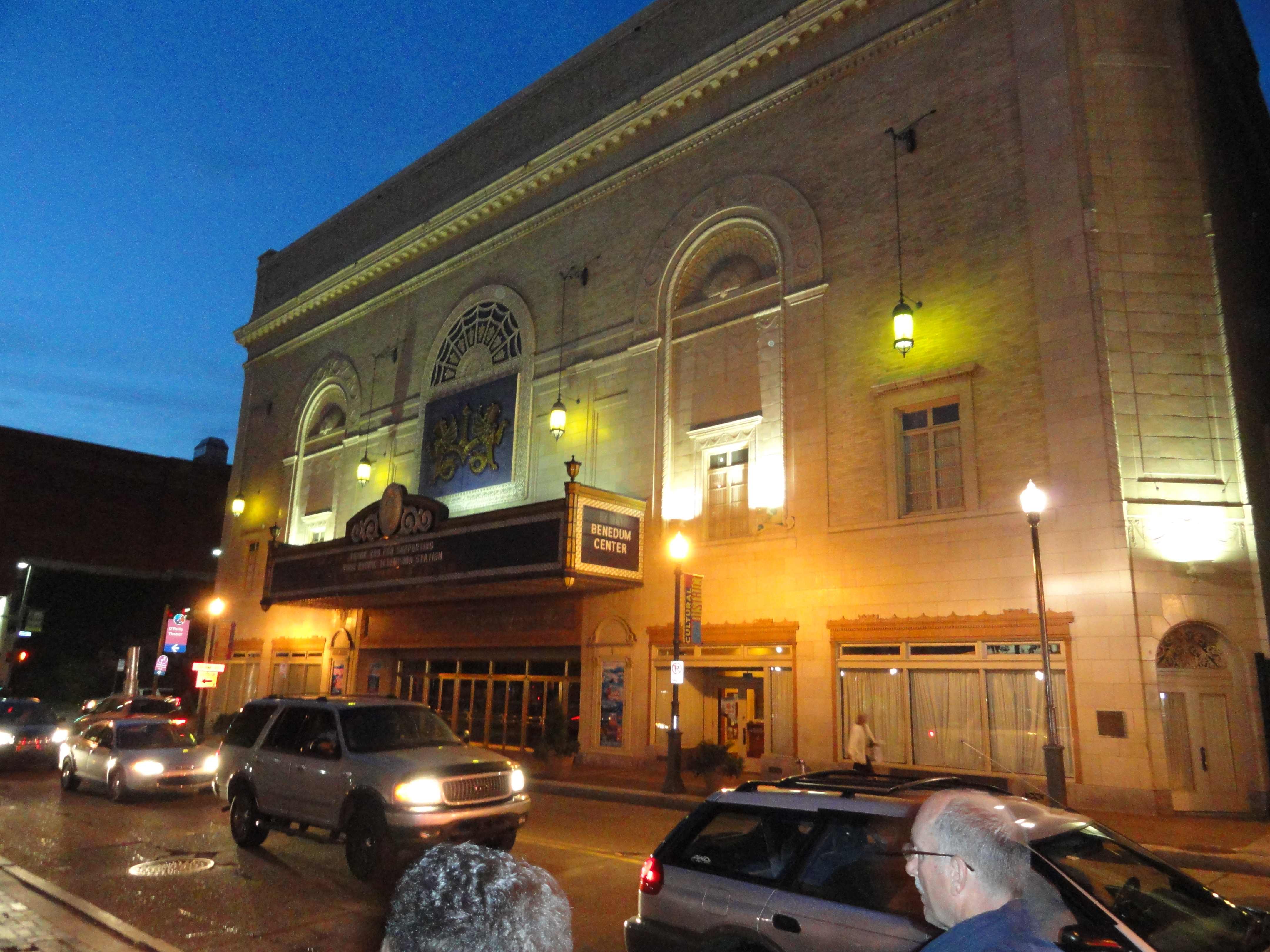
Fachada del Benedum Center

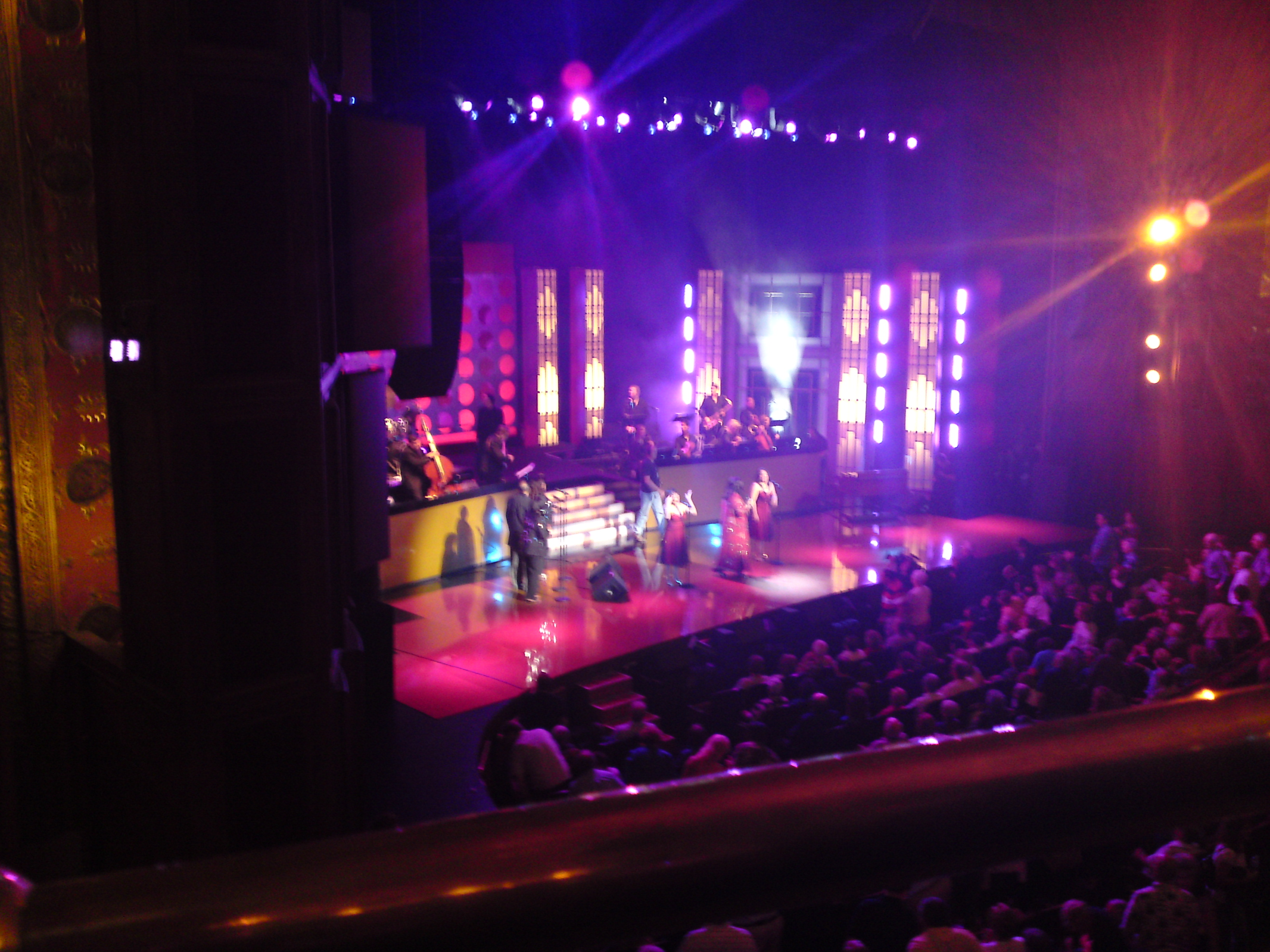
El Benedum Center durante un festival de doo wop celebrado en mayo de 2010

El Centro Benedum para las artes escénicas (en inglés Benedum Center for the Performing Arts) es un teatro estadounidense y sala de conciertos localizado en la calle 719 Liberty Avenue del distrito cultural de Pittsburgh, Pensilvania. Se construyó en 1928 con el nombre de Teatro Stanley y como sala de cine, pero en 1987, fue renovado y abrió sus puertas de nuevo con el actual nombre.

## Historia
El Teatro Stanley, fue construido con un presupuesto de tres millones de dólares y abierto como sala de cine el 27 de febrero de 1928 con una capacidad para 3.800 personas. (2885 en 2010). El diseño estuvo a cargo de la firma arquitectónica Hoffman and Henon, los cuales eran bien conocidos por el diseño y construcción de 35 teatros en Filadelfia. En aquella época contaba con la distinción de ser el mayor teatro de la zona oeste de esta ciudad.